# 踊る大捜査線 N.E.W.
『踊る大捜査線 N.E.W.』（おどるだいそうさせん エヌ.イー.ダブリュー.）は、2026年に公開予定の日本映画。『THE ODORU LEGEND STILL CONTINUES』として公開される。

## 概要
1997年から2012年、そして2024年に制作されていたフジテレビ系列のドラマ及び劇場映画作品である踊る大捜査線シリーズの劇場版第5作。
副題の "N.E.W." は "NEXT EVOLUTION WORLD" という文を "NEW（新しい）" にかけて略したもの。また、その名を冠した公式ロゴには、柳葉敏郎演じる室井慎次が主役であるスピンオフ映画『室井慎次 敗れざる者 / 生き続ける者』の公式ロゴでも用いられた "MUROISM（ムロイズム）" マークが取り入れられている。
前作『踊る大捜査線 THE FINAL 新たなる希望』から14年ぶり、「踊るプロジェクト」の『室井慎次 敗れざる者 / 生き続ける者』から2年ぶりの作品である。

## 沿革
- 2024年12月3日午後9時、「映画『室井慎次』公式サイト」で謎のカウントダウンが始まり、翌日の午後9時にYouTubeでスーパーティザー映像が公開された。そして、本作の制作と2026年公開予定であること、主演が青島俊作役の織田裕二であることが発表された[4]。

- 2025年1月30日、日本映画製作者連盟の会見で、東宝の社長である松岡宏泰が本作について言及し、青島俊作を演じる織田裕二と、室井慎次を演じる柳葉敏郎のみキャストが決まっていることがわかった。そして、フジテレビの問題で撮影のスケジュールに現在変更が出ていることはないことがわかった[5]。

- 同年3月21日、大阪府泉佐野市で泉佐野フィルムフェスが行われ、『踊る大捜査線 THE MOVIE2 レインボーブリッジを封鎖せよ!』が上映され、監督の本広克行と本作シリーズと同一世界線の作品である『警視庁捜査資料管理室』シリーズの主演である赤ペン瀧川がトークショーを行った。そこで本作の監督が本広であること、脚本は君塚良一で、現在執筆中であることが発表された。そして、オールスターキャストの出演、赤ペン瀧川の出演が匂わされた[6]。
- 同年5月21日、東京スポーツの取材により、本作に亀山千広がプロデューサーとして参加することが判明した[7]。だが、亀山自身もBSフジの役員宅で若手職員3人と会食を行っていたことから制作の危機に瀕しているとも報じられている[8]。
- 同年7月19日、フジテレビ・マルチシアターで行われた「『室井慎次 敗れざる者』『室井慎次 生き続ける者』ブルーレイ・DVD発売記念イベント～真夏の合同捜査会議～」で、脚本が最終決定稿に近づいていることが発表され、キャスティングの作業に入ることも発表された[9]。

## キャスト
- 青島俊作（警視庁捜査支援分析センター・警部補）： 織田裕二
- 室井慎次（元警察庁長官官房審議官交通局担当）- 柳葉敏郎[10]